# Tensei Ōjo to Tensai Reijō no Mahō Kakumei
Tensei Ōjo to Tensai Reijō no Mahō Kakumei (転生王女と天才令嬢の魔法革命?), también conocida como The Magical Revolution of the Reincarnated Princess and the Genius Young Lady en inglés, es una serie de novelas ligeras japonesas escritas por Piero Karasu e ilustradas por Yuri Kisaragi. Originalmente se serializó en línea en el sitio web de publicación de novelas generadas por usuarios Shōsetsuka ni Narō entre febrero de 2019 y agosto de 2021. Más tarde fue adquirido por Fujimi Shobō, quien publicó la serie impresa desde el 18 de enero de 2020 bajo su sello Fujimi Fantasia Bunko. Una adaptación a manga con arte de Harutsugu Nadaka se ha serializado en la revista Dengeki Maoh de ASCII Media Works desde el 27 de julio de 2020. Tanto la novela ligera como el manga tienen licencia en Norteamérica de Yen Press. Una adaptación de la serie a anime producido por el estudio Diomedéa se estrenó el 4 de enero de 2023.

## Argumento
Anne-Sophia Wynn Palettia, la princesa que recordó su vida anterior a una edad temprana, así como el intenso amor por la magia de su antiguo yo, partió para vivir sus fantasías en el mundo de fantasía en el que se encuentra. Durante un percance mágico, se topó con una escena en la que su hermano Algard estaba rompiendo su compromiso con su prometida, Euphyllia. Con Euphyllia despojada de su título como la próxima monarca del reino, Anisphia le ofrece a Euphyllia que vaya a vivir e investigar la magia con ella mientras planean una forma de restaurar su buen nombre.

## Personajes
Anisphia "Anis" Wynn Palettia (アニスフィア・ウィン・パレッティア Anisufia Win Parettia?)
 Seiyū: Sayaka Senbongi (anime), Kaoru Mizuhara (CD drama, vomic)
La primera princesa del Reino de Palettia. Se reencarnó de su vida anterior con todos sus recuerdos de la tecnología moderna, lo que la convierte en una gran inventora en su vida actual. Si bien se la considera extraña y solo interesada en sus inventos, en realidad piensa en su país más que en cualquier otra persona. Ella no está interesada románticamente en los hombres porque no quiere tener hijos, lo que la lleva a enamorarse de Euphyllia. Después de una pelea con un dragón, se ve afectada por una maldición que ahora la está convirtiendo lentamente en un dragón.
Euphyllia "Euphie" Magenta (ユフィリア・マゼンタ Yufiria Mazenta?)
 Seiyū: Manaka Iwami (anime), Asuka Nishi (CD drama, vomic)
Una mujer noble de alto rango dentro del Reino de Palettia y ex prometida de Algard, después de que él rompió su compromiso cuando ella supuestamente intimidó a su verdadero interés amoroso, Lainie. Tiene mucho talento para el estudio, la magia, la política y las artes marciales, pero tiene un ambiente agradable que mantiene alejados a los demás. Más adelante desarrolla sentimientos por Anisphia. Posteriormente es adoptada por la familia real después de que completa un Pacto Espiritual y se vuelve elegible para el trono, por lo que no sería forzada a Anisphia después de que Algard fuera repudiado. Sin embargo, el ritual también la convirtió en un espíritu que depende de la energía mágica para sobrevivir, la cual le quita a Anisphia a través de besos diarios.
Illya Coral (イリア・コーラル Iria Kōraru?)
 Seiyū: Ai Kakuma
La criada de Anisphia. Ella tiene una profunda lealtad hacia ella, ya que ella la ayudó en el pasado, y comparte un vínculo con ella que es más que una relación típica de amo-sirviente.
Algard "Allie" Von Palettia (アルガルド・ボナ・パレッティア Arugarudo Bona Parettia?)
 Seiyū: Shōgo Sakata
El principal antagonista y hermano menor de Anisphia. Es el príncipe heredero del Reino de Palettia, ya que su hermana había renunciado a su derecho al trono. También es el ex prometido de Euphie, que rompió su compromiso después de que ella supuestamente intimidara a Lainie, su verdadero interés amoroso, aunque en realidad nunca mostró interés en Euphie y quería quitársela de encima. Finalmente se revela que él siempre ha estado celoso de su hermana y quería superarla, lo que lo llevó a realizar un golpe de Estado. Posteriormente le arranca el cristal mágico a Lainie y se lo puso a sí mismo para convertirse también en vampiro. Al final, mientras se reconcilia con Anisphia, es desheredado y exiliado al campo por su intento de golpe de Estado.
Lainie Cyan (レイニ・シアン Reini Shian?)
 Seiyū: Hina Yōmiya
Una plebeya convertida en noble a través de la adopción y el interés amoroso de Algard a quien Euphie supuestamente intimidaba. Finalmente se revela que en realidad es una vampira que aparentemente había encantado a Algard por accidente mediante un cristal mágico que ella posee dentro de su cuerpo y que la «intimidación» de Euphie fue solo un malentendido. Después de esta revelación, Anisphia la acoge para que pueda aprender a controlar sus habilidades, lo que paga trabajando para ella como aprendiz de sirvienta con Ilia. Sin embargo, el despertar a su verdadera naturaleza también hizo que sus ansias de sangre se manifestaran, lo que Ilia ayuda a aliviar dejándola chupar la suya. Mediante una distracción, Algard irrumpe en la casa de Anis y extrae el cristal mágico del cuerpo de Lainie, quedando ella en estado crítico. Afortunadamente, Illia le transfiere la sangre a través de la boca, lo que hace que la herida de Lainie se cure. Después de recuperarse, Lainie desarrolla sentimientos románticos por Ilia, pero que lucha por confesarlo hasta que esta última lo descubre por sí misma.
Tilty Claret (ティルティ・クラーレット Tiruti Kurāretto?)
 Seiyū: Yū Sasahara
Una mujer noble de bajo rango y la única amiga de Anisphia hasta que llegó Euphie. Nació con una poderosa magia que la hizo mentalmente inestable, lo que hizo que la gente creyera que estaba «maldita», hasta que Anisphia desarrolló una droga que limitó su producción mágica.
Orfans II Palletia (オルファンス・イル・パレッティア Orufansu iru parettia?)
 Seiyū: Kenji Hamada
Padre de Anisphia y rey del Reino de Palettia. Si bien realmente se preocupa por sus hijos, sus responsabilidades reales lo obligan a poner a su país en primer lugar. El estrés de gobernar también ha afectado negativamente su salud, con dolores de estómago regulares que lo obligan a tomar pastillas, lo que no mejora al tener que soportar las payasadas de su hija.
Sylphine Maise Palettia (シルフィーヌ・メイズ・パレッティア Shirufīnu Meizu parettia?)
 Seiyū: Sachiko Kojima
Madre de Anisphia y reina del Reino de Palettia. Aunque de apariencia juvenil, cuando en realidad era joven, era una temible guerrera y crio a sus hijos a su manera espartana, lo que la convirtió en la única persona a la que Anisphia teme. Sin embargo, se preocupa mucho por sus hijos y luego se suaviza considerablemente después del golpe fallido de Algard, creyendo que había fallado como madre.
Grantz  Magenta (グランツ・マゼンタ Gurantsu Mazenta?)
 Seiyū: Tomohiro Tsuboi
El padre de Euphyllia y el primer ministro del Reino de Palettia. Si bien inicialmente tuvo una relación algo tensa con su hija, después de que se canceló su compromiso, se da cuenta de que tenía expectativas imposibles de ella y se disculpa, lo que hace que su vínculo mejore considerablemente.
Lumielle (ルミエル Rumieru?)
 Seiyū: Rie Kugimiya
El antepasado de la familia real del Reino de Palettia. Si bien aparentemente tiene la misma edad que Anisphia, habiendo completado un Pacto Espiritual, en realidad es una humana convertida en espíritu que tiene cerca de mil años.
Navre Sprout (ナヴル・スプラウト Navuru supurauto?)
 Seiyū: Yusuke Okano
El hijo del ministro de guerra del Reino de Palettia y amigo de Algard que lo apoyó para romper su compromiso con Euphyllia. Más tarde se revela, sin embargo, que Lainie lo había hechizado accidentalmente y se recuperó después de que Anisphia lo llamó por sus acciones.
Saran Meckie (ナヴル・スプラウト Navuru supurauto?)
 Seiyū: Hiromichi Tezuka
El hijo de un comerciante influyente y amigo de Algard que lo apoyó para romper su compromiso con Euphyllia. Sin embargo, más tarde se revela que Lainie lo había encantado accidentalmente.
Moritz Chartreuse (モーリッツ・シャルトルーズ Mōrittsu sharutorūzu?)
 Seiyū: Taku Yashiro
El hijo del jefe del ministerio de magia del Reino de Palettia y amigo de Algard que lo apoyó para romper su compromiso con Euphyllia. Más tarde se revela que él era el único en el círculo íntimo de Algard que no estaba bajo el encanto de Lainie y desempeñó un papel activo en el intento de golpe de Estado del príncipe, lo que provocó que lo arrestaran después de que se expusiera el complot.
Count Chartreuse (シャルトールズ伯爵 Chartreuse Hakushaku?)
 Seiyū: Wataru Rozaki
El jefe del ministerio de magia del Reino de Palettia que se opone a cualquier cambio que pueda poner en peligro la autoridad de los nobles, como los inventos de Anisphia. Había estado manipulando en secreto a Algard durante años para convertirlo en un gobernante títere bajo su control y desempeñó un papel activo en el intento de golpe de Estado del príncipe, sin saber que este último planeaba eventualmente traicionarlo. Al final, es ejecutado por traición después de que se expone el complot.

## Contenido de la obra

### Novela ligera
Tensei Ōjo to Tensai Reijō no Mahō Kakumei es escrita por Piero Karasu, quien la serializó originalmente en línea entre febrero de 2019 y agosto de 2021 en el sitio web de publicación de novelas generado usuarios Shōsetsuka ni Narō. Más tarde fue adquirida por Fujimi Shobō y publicado con ilustraciones de Yuri Kisaragi bajo su sello Fujimi Fantasia Bunko. El primer volumen se lanzó el 18 de enero de 2020, y hasta el momento han sido publicados once volúmenes. La novela ligera tiene licencia en Norteamérica por Yen Press.
| Volúmenes de novelas ligeras publicadas | Volúmenes de novelas ligeras publicadas | Volúmenes de novelas ligeras publicadas |
| Número                                  | Fecha de publicación                    | ISBN                                    |
| --------------------------------------- | --------------------------------------- | --------------------------------------- |
| 1                                       | 18 de enero de 2020                     | ISBN 978-4-04-073476-7                  |
| 2                                       | 20 de mayo de 2020                      | ISBN 978-4-04-073691-4                  |
| 3                                       | 20 de enero de 2021                     | ISBN 978-4-04-073916-8                  |
| 4                                       | 20 de agosto de 2021                    | ISBN 978-4-04-074220-5                  |
| 5                                       | 20 de agosto de 2022                    | ISBN 978-4-04-074610-4                  |
| 6                                       | 20 de enero de 2023                     | ISBN 978-4-04-074610-4                  |
| 7                                       | 20 de julio de 2023                     | ISBN 978-4-04-075022-4                  |
| 8                                       | 20 de febrero de 2024                   | ISBN 978-4-04-075023-1                  |
| SS                                      | 20 de agosto de 2024                    | ISBN 978-4-04-075581-6                  |
| 9                                       | 20 de septiembre de 2024                | ISBN 978-4-04-075617-2                  |
| 10                                      | 20 de febrero de 2025                   | ISBN 978-4-04-075780-3                  |
| 11                                      | 20 de junio de 2025                     | ISBN 978-4-04-075939-5                  |

### Manga
Una adaptación a manga con arte de Harutsugu Nadaka se ha serializado en la revista Dengeki Maoh de ASCII Media Works desde el 27 de julio de 2020. ASCII Media Works ha recopilado sus capítulos en volúmenes tankōbon individuales. El primer volumen se lanzó el 27 de enero de 2021, y hasta el momento se han publicado siete volúmenes. El manga también tiene licencia en Norteamérica por Yen Press.
| Volúmenes de novelas ligeras publicadas | Volúmenes de novelas ligeras publicadas | Volúmenes de novelas ligeras publicadas |
| Número                                  | Fecha de publicación                    | ISBN                                    |
| --------------------------------------- | --------------------------------------- | --------------------------------------- |
| 1                                       | 27 de enero de 2021                     | ISBN 978-4-04-913655-5                  |
| 2                                       | 27 de agosto de 2021                    | ISBN 978-4-04-913896-2                  |
| 3                                       | 10 de enero de 2022                     | ISBN 978-4-04-914251-8                  |
| 4                                       | 26 de agosto de 2022                    | ISBN 978-4-04-914551-9                  |
| 5                                       | 27 de marzo de 2023                     | ISBN 978-4-04-914881-7                  |
| 6                                       | 27 de diciembre de 2023                 | ISBN 978-4-04-915432-0                  |
| 7                                       | 10 de febrero de 2025                   | ISBN 978-4-04-916026-0                  |

### Anime
En agosto de 2022, se anunció que las novelas se adaptarían a una serie de anime. Está producida por el estudio Diomedéa y dirigida por Shingo Tamaki, con guiones escritos por Wataru Watari, diseños de personajes a cargo de Naomi Ide, diseños de criaturas de Tsutomu Miyazawa y música compuesta por Moe Hyūga. La serie se estrenó el 4 de enero de 2023 en AT-X y otras redes. El tema de apertura es «Arc-en-Ciel» de Hanatan, mientras que el tema de cierre es «Only for You» de Sayaka Senbongi y Manaka Iwami. Muse Communication obtuvo la licencia de la serie en el sur y sureste de Asia. Crunchyroll obtuvo la licencia de la serie fuera de Asia.

## Recepción
La novela ligera recibió críticas positivas en general. Anime UK News le dio al primer volumen una calificación de 8 sobre 10 y comentó que «Piero Karasu logra capturar el delicado equilibrio de mantener las cosas alegres y también emocionales cuando es necesario». La Guía de novelas ligeras de primavera 2022 de Anime News Network, le dio una calificación de 3 sobre 5, Rebecca Silverman señala que «Piero Karasu tiene un toque agradable con la atracción de las chicas entre sí que hace que el romance sea realmente lento y dulce», sin embargo, critica que esto está «enterrado bajo demasiadas páginas de construcción y explicación del mundo».
Para la Guía de manga de primavera de 2022 de Anime News Network, las adaptaciones de manga recibieron una calificación de 3 y medio sobre 5. Silverman señala que, si bien las novelas ligeras luchan por encontrar un equilibrio entre la construcción del mundo y las tramas, además de tener demasiadas voces narrativas que suenan todas parecidas, estos problemas «están en gran parte ausentes de la versión manga de Harustugu Nadaka. En parte, esto se debe simplemente a que el formato manga, con su uso de globos de diálogo y de pensamiento, niega la necesidad de la narración confusa que se encuentra en el libro». Erica Friedman, fundadora de Yuricon, señala que si bien el primer volumen de la novela ligera los dejó sin inspiración, el manga estaba lo suficientemente bien hecho como para que ella siguiera leyendo la serie, «Quieres saber cuál es el gran experimento y cómo Euphyllia puede ayudar a Anisphia y animas a ambas mientras se lanzan a una gran aventura. [...] ahora estoy un poco interesada en leer más del manga para ver qué sucede».